# Josephine B.
Josephine B. is een musicalrevue van Judas TheaterProducties over het leven van Josephine Baker.
De voorstelling ging in première op 24 februari 2013 in de Rode Zaal van het Fakkelteater in Antwerpen. In 2022 bracht Judas Theaterproducties een vernieuwde versie van deze musical. Josephine B. is tevens de laatste productie die het productiehuis produceerde.

## Verhaal
Josephine B. vertelt het verhaal van ’s werelds bekendste revuester: Josephine Baker.
Wie kent de dans in het pikante bananenrokje niet, dé grote doorbraak in Parijs voor de van origine Amerikaanse? Daarna gaat het snel. Pijlsnel. Begin jaren ’20 maakt Josephine haar debuut op Broadway om zo de eerste zwarte ‘superster’ te worden.
Ze windt niet alleen het publiek om haar vinger, maar ook een hele reeks mannen. Als spionne sluit ze zich aan bij het Franse Verzet. Evenzeer gebruikt ze haar naam en roem in de strijd tegen rassendiscriminatie. Josephine Baker blijkt meer, zoveel meer te zijn dan een zangeresje gehuld in veren.
Een revuester geef je geen eigen musical. Een revuester geef je een eigen revue. Een spetterende, humoristische, ontroerende, verrassende, wervelende revue over haar eigen turbulente leven.

## Cast
| Rol                | Cast 2013           | Cast 2022                        |
| ------------------ | ------------------- | -------------------------------- |
| Josephine B.       | Leki                | Sandrine Van Handenhoven         |
| Jo Bouillon        | Jan Schepens        | Kobe Van Herwegen                |
| Pepito Abatino     | Hein Gerrits        | Matthew Michel                   |
| Paul Collin        | Alexander Metselaar | Juan Gerlo                       |
| Martin Luther King | Guy Van Damme       | Leo-Alexander Hewitt             |
| Walter Winchell    | Dieter Spileers     | Victor Marinus                   |
| Jaques Abtey       | Laurenz Hoorelbeke  | Aaron De Veene                   |
| Ensemble           | -                   | Ian Schelfaut, Victor Lammertijn |

## Creatives 2013
- Regie en choreografie: Martin Michel
- Scenario en liedteksten: Allard Blom en Frank Van Laecke
- Muziek: Sam Verhoeven
- Musical director en arrangementen: Pol Vanfleteren
- Kostuum- en decorontwerp: Arno Bremers
- Lichtontwerp: Micha Meijer
- Geluidsontwerp: Philippe Peirsman
- Regieassistent en companymanager: Tim Van der Straeten

## Creatives 2022
- Regie en choreografie: Martin Michel
- Scenario en liedteksten: Allard Blom en Frank Van Laecke
- Muziek: Sam Verhoeven
- Musical director en arrangementen: Thomas Vanhauwaert
- Kostuum- en decorontwerp: Arno Bremers
- Lichtontwerp: Benjamin De Maere
- Geluidsontwerp: Philippe Peirsman
- Assistent regie & choreografie + resident director: Tim Van der Straeten